# Leiophron goral
Leiophron goral är en stekelart som beskrevs av Sergey A. Belokobylskij 2000. Leiophron goral ingår i släktet Leiophron och familjen bracksteklar. Inga underarter finns listade i Catalogue of Life.